# Краснолуцька сільська рада (Антрацитівський район)
| Краснолуцька сільська рада — колишній орган місцевого самоврядування у Антрацитівському районі Луганської області з адміністративним центром у с-щі Краснолуцький. Сільській раді були підпорядковані населені пункти: - с-ще Краснолуцький - с. Зелений Гай - с-ще Козаківка - с-ще Курган - с-ще Орлівське |

## Склад ради
Рада складалася з 12 депутатів та голови.

### Керівний склад ради
| ПІБ                          | Основні відомості                                                         | Дата обрання | Дата звільнення |
| ---------------------------- | ------------------------------------------------------------------------- | ------------ | --------------- |
| Білодід Володимир Вікторович | Сільський голова, 1956 року народження, освіта, член Партії регіонів      | 26.03.2006   | 31.10.2010      |
| Білодід Володимир Вікторович | Сільський голова, 1956 року народження, освіта вища, член Партії регіонів | 31.10.2010   |                 |

Примітка: таблиця складена за даними джерела